# Caligula (djur)
Caligula är ett släkte av fjärilar. Caligula ingår i familjen påfågelsspinnare.

## Bildgalleri

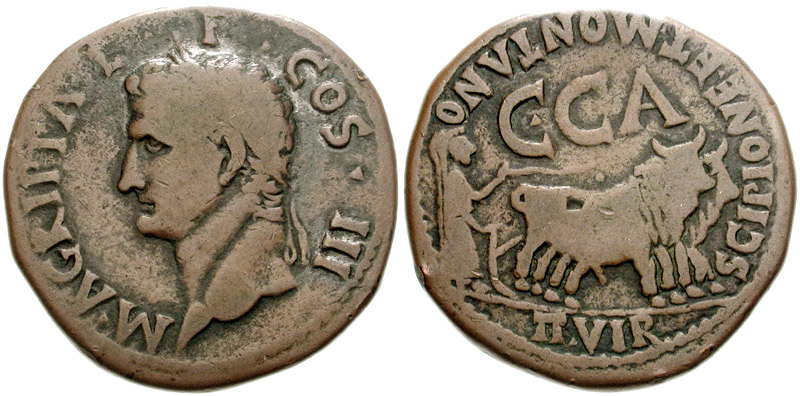
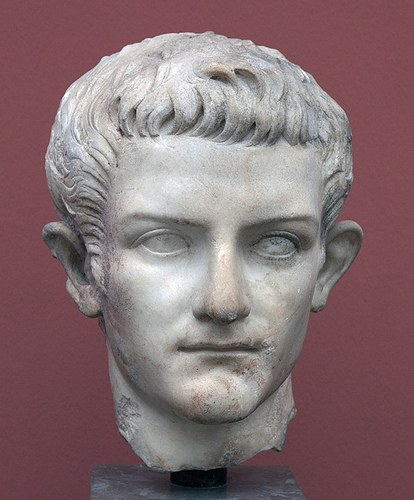
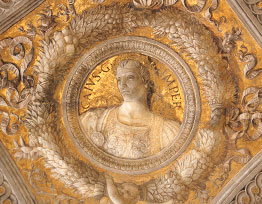
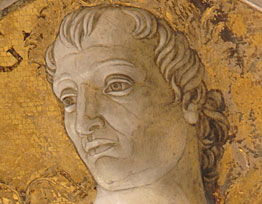
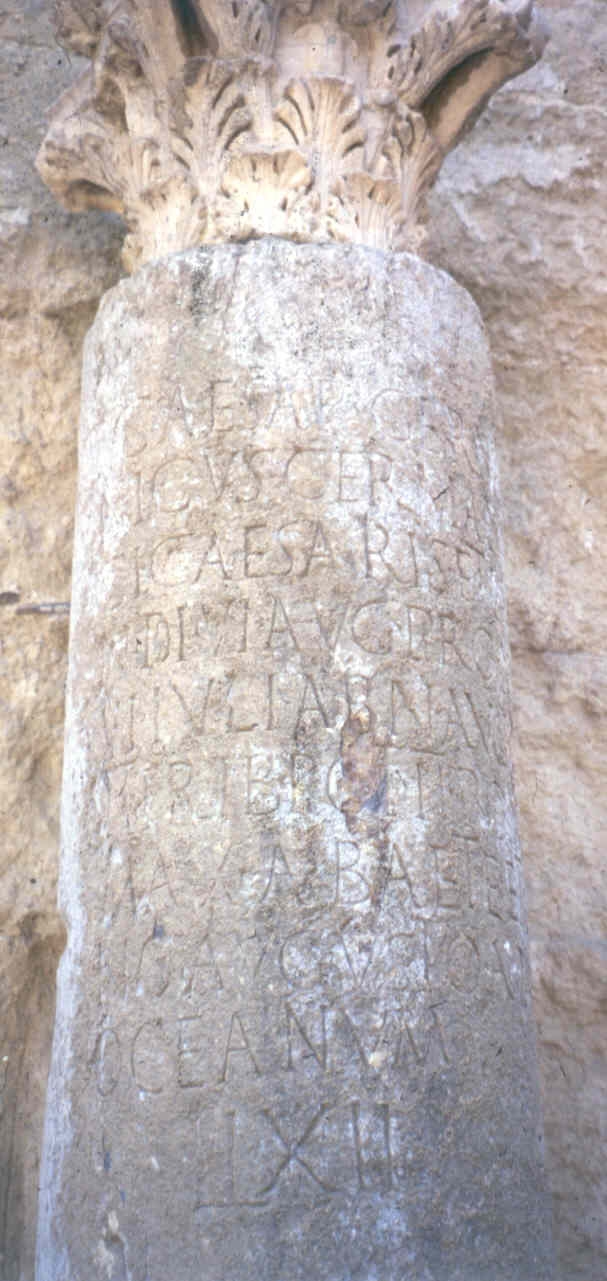

## Dottertaxa tillCaligula, i alfabetisk ordning[1]
- Caligula anna
- Caligula arctica
- Caligula arisana
- Caligula bieti
- Caligula boisduvalii
- Caligula bonita
- Caligula cachara
- Caligula castanea
- Caligula chinensis
- Caligula chinganensis
- Caligula diversa
- Caligula extensa
- Caligula fallax
- Caligula francki
- Caligula fukudai
- Caligula grotei
- Caligula heinrichi
- Caligula hockingii
- Caligula intermediula
- Caligula jaintiensis
- Caligula japonica
- Caligula jonasii
- Caligula kansuensis
- Caligula kurimushi
- Caligula lindia
- Caligula manonis
- Caligula meridionalis
- Caligula privata
- Caligula regina
- Caligula ryukyensis
- Caligula salmoni
- Caligula sillemi
- Caligula simla
- Caligula thibeta
- Caligula tsinlingshanis
- Caligula yunnana